# Ковровые акулы (род)
Ковровые акулы, или воббегонги, или бородатые акулы (лат. Orectolobus) — род акул одноимённого семейства отряда воббегонгообразных. Они встречаются в тропических и умеренных широтах, на мелководье индо-тихоокеанского региона, преимущественно в водах Австралии и Индонезии. К роду относят 10 видов. Максимальная зарегистрированная длина 3 м, хотя большинство видов не превышают 1,25 м. У этих акул характерная пёстрая окраска, рот обрамлён «бахромой» из лоскутов кожи. Эти медлительные подстерегающие хищники питаются донными беспозвоночными и небольшими костистыми рыбами. Они часто неподвижно лежат на дне, некоторые виды ведут ночной образ жизни. В целом не представляют опасности для человека, но могут укусить, если их потревожить, например, наступить.
Название рода, равно как семейства и отряда происходит от др.-греч. ὀρεκτός «устремленный вперед», λοβός «доля (печени)».

## Описание
У ковровых акул узкая голова, её ширина равна или чуть меньше расстояния между кончика рыла и первой жаберной щелью. Мягкий подбородок лишён бахромы из лоскутов кожи. Бахрома, окаймляющая голову по бокам и спереди, короткая, слабо разветвлена или вообще не ветвится, лоскуты кожи собраны по 3—10 пар и существенно удалены друг от друга. Ноздри обрамлены усиками. Рот узкий, его ширина составляет 9 % от общей длины. Дорсальная поверхность головы, туловища и хвостового стебля, а также оснований плавников гладкие или покрыты мелкими незаметными бугорками или низкими горизонтальными выступами. Туловище довольно широкое, его ширина на уровне начала оснований грудных плавников значительно меньше длины головы. Хвостовой стебель удлинён, расстояние от начала оснований брюшных плавников до основания хвостового плавника намного больше длины головы. Грудные и брюшные плавники маленькие и сильно удалены друг от друга. Расстояние между их основаниями в 1,5 раза превышает длину оснований грудных плавников и чуть больше длины брюшных плавников от начала основания до свободного заднего кончика. Дистанция между спинными плавниками, как правило, немного больше длины внутреннего края первого спинного плавника. Спинные плавники довольно высокие. Высота первого спинного плавника превышает 3/4 длины его основания, которое менее длины брюшных плавников от начала основания до свободного заднего кончика. Начало основания первого спинного плавника расположено позади уровня средней точки оснований брюшных плавников.

## Классификация
За последние годы видовая таксономия этого рода претерпела сильные изменения. В 2006 году был описан один новый вид, в 2008 — 3 новых вида, в 2010 — ещё один, тогда как до 2006 года Orectolobus halei считался младшим синонимом украшенного воббегонга. До недавнего времени к роду ковровых воббегоргов относили бородатого воббегонга и бугристую ковровую акулу, которые ныне выделены в самостоятельные рода.
- Orectolobus floridus Last & Chidlow, 2008
- Orectolobus halei Whitley, 1940[6]
- Orectolobus hutchinsi Last, Chidlow & Compagno, 2006[7]
- Orectolobus japonicus Regan, 1906 — Японская бородатая акула, или японская ковровая акула, или японская ковровка
- Orectolobus leptolineatus Last, Pogonoski & W. T. White, 2010
- Orectolobus maculatus Bonnaterre, 1788 — Пятнистый воббегонг, или австралийская ковровая акула
- Orectolobus ornatus De Vis — Украшенный воббегонг
- Orectolobus parvimaculatus Last & Chidlow, 2008
- Orectolobus reticulatus Last, Pogonoski & W. T. White, 2008
- Orectolobus wardi Whitley, 1939 — Североавстралийский воббегонг